# Chaussée romaine de Djerba

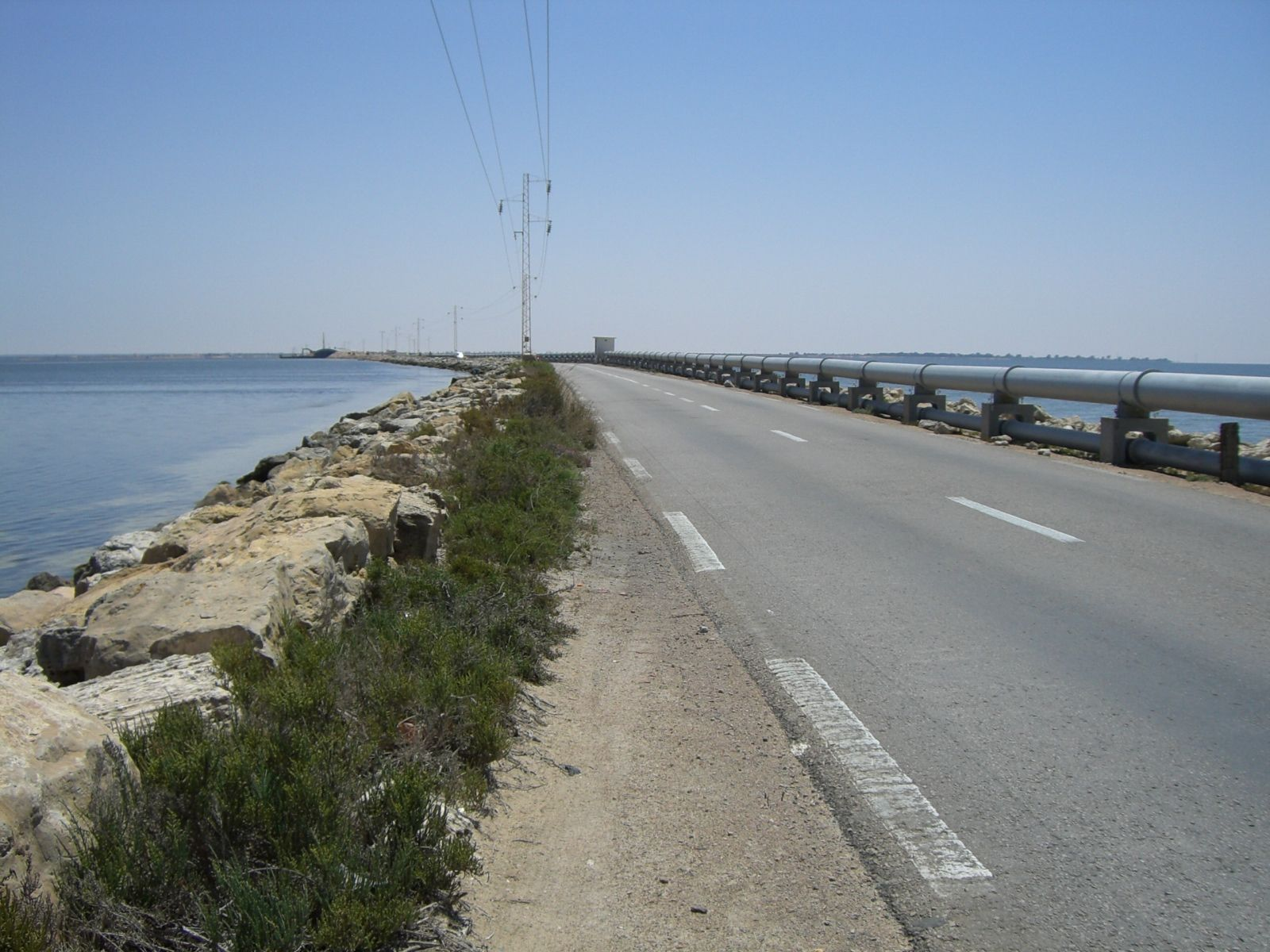
Vue de la chaussée en 2006.

La chaussée romaine de Djerba ou chaussée d'El Kantara est une route terrestre d'une longueur de 7,5 kilomètres, construite par les Romains à la fin du IIe siècle et reliant Zarzis à l'île de Djerba au niveau de la ville d'El Kantara.

## Histoire

### Époque antique
Cette route est construite sous l'Empire romain à la fin du IIe siècle, probablement sur les vestiges d'une ancienne chaussée punique qui avait une longueur de sept kilomètres. Elle reliait l'antique Meninx (Djerba) à Pons (ou Ponte) Zitha sur la terre ferme.
Au cours des siècles suivants, un gué, appelé « route des chameaux », est aménagé à l'ouest, rejoignant Djerba à la pointe de la presqu'île de Ras Terbella, la chaussée étant alors fréquemment hors d'usage.

### Enjeu de batailles des Hafsides aux Ottomans
En 1432, la route romaine est restaurée sous le règne du sultan hafside Abû Fâris `Abd al-`Azîz al-Mutawakkil, avant l'expédition de 1432, menée par Alphonse V. Rompue pendant la bataille contre Alphonse V, restaurée par le sultan après sa victoire, il semble pourtant que les Djerbiens la coupent peu après, vu que les sources nous indiquent qu'elle est reconstruite à la fin du règne du calife Abou Amr Uthman (1435-1488) et rompue de nouveau par les habitants de l'île à sa mort : 

« Après la mort du roi Hutmen, comme ses successeurs manquaient d'autorité, l'île revendiqua sa liberté et le peuple coupa aussitôt le pont qui reliait l'île à la terre ferme, par crainte de voir arriver des troupes par voie de terre. »

— Léon l'Africain.
Début avril 1551, excédés par le corsaire Dragut qui conduit ses expéditions au départ de Djerba, l'armée espagnole et ses alliés commencent le blocus de l'île. Pour échapper à la flotte de Giovanni Andrea Doria, Dragut fait creuser un chenal du côté du golfe peu profond de Boughrara vers El Kantara, fait couper la chaussée et permet à sa flotte de s'échapper vers la haute mer le 20 avril 1551 en direction de Tripoli, dont il s'empare en août 1551.

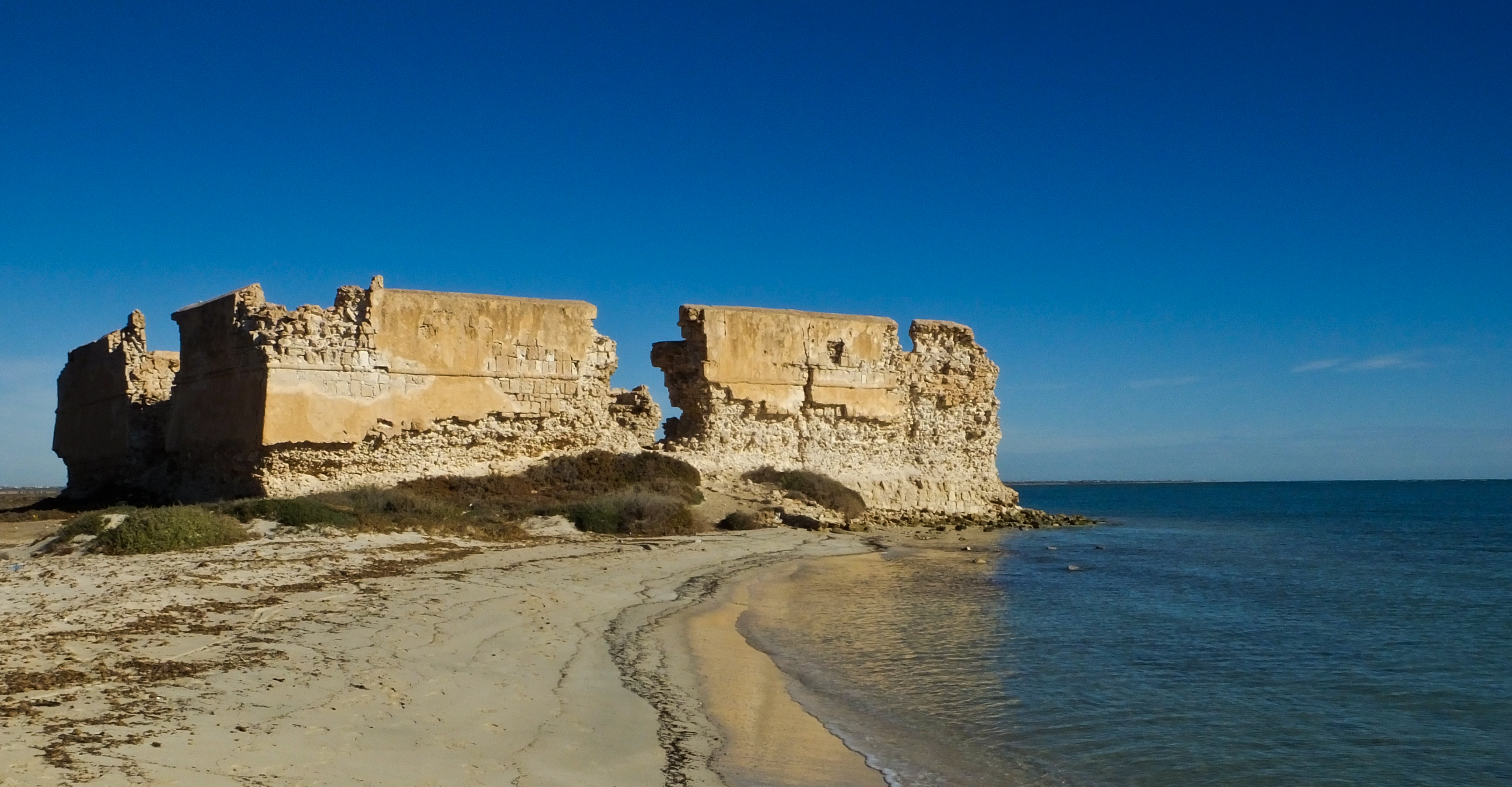
Vestiges du borj El Kastil.

À l'époque médiévale, deux fortifications défendent la route romaine : le borj El Bab en son milieu et le borj El Kantara à son arrivée sur Djerba. Le borj El Agreb ou borj trig Ejmél (le fort du chemin des chameaux), est placé sur le parcours du gué caravanier, et borj El Kastil occupe, à l'est, l'extrémité de l'avancée sableuse du même nom.

### Époque moderne

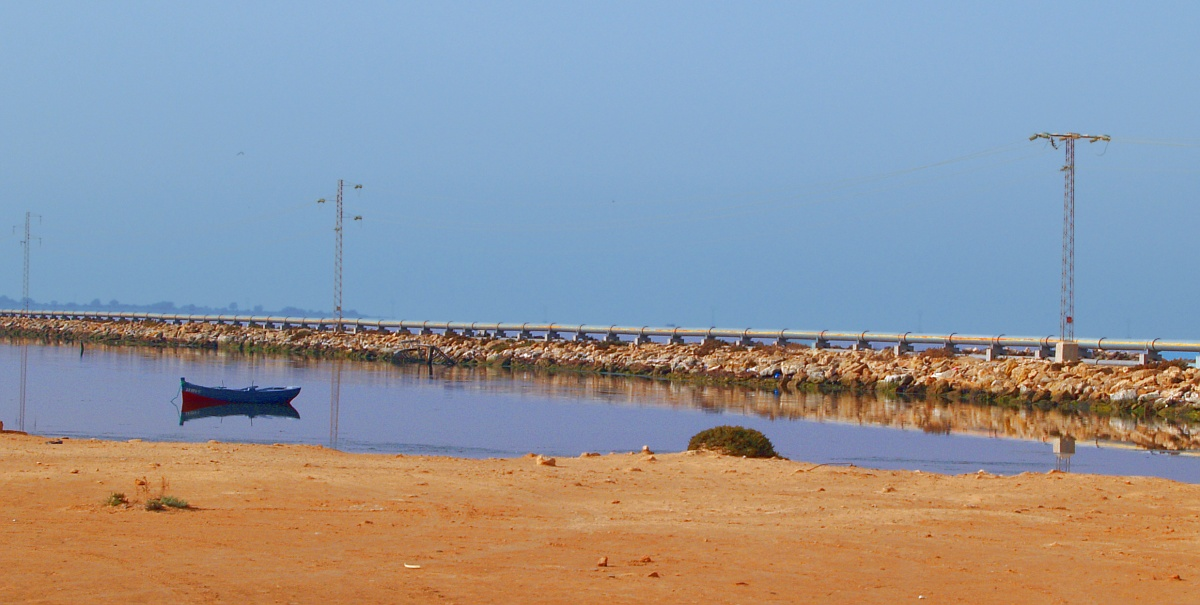
Chaussée avec son aqueduc aérien.

Les voyageurs européens, comme Heinrich Barth en 1850 ou Alphonse Rousseau en 1851, signalent la présence de ruines du pont antique de Pons Zitha ou des ouvrages défensifs ultérieurs du borj El Bab, mais passent en bateau sur les hauts-fonds et les pierres qui affleurent à marée basse et tendent à s'enfoncer au cours du temps.
La restauration de la chaussée antique est entreprise en 1951-1952. En 2006, un pont en béton armé de 160 mètres de long est construit en remplacement du pont de 1952 qui ne faisait que 13,7 mètres. Le nouveau pont surélevé, contrairement à l'ancien pont-digue envasé, permet le passage de l'eau, des poissons et des navires et oxygène ainsi la quasi lagune de Boughrara. En 2021, un second pont est construit en parallèle pour permettre le dédoublement de ce qui est désormais la route régionale 117.